# Хорсборо (остров)
Хо́рсборо (англ. Horsburgh Island) — необитаемый остров архипелага Кокосовых островов в Индийском океане, на территории Австралии.

## Географическое положение
Расположен в 25 км к югу от атолла Норт-Килинг, в 2940 км к северо-западу от Перта, в 3695 км к западу от Дарвина, в 960 км к юго-западу от Острова Рождества и более чем в 1000 км к юго-западу от островов Явы и Суматры.
На острове обитают многие виды морских птиц. Флора острова не отличается особым разнообразием, в основном распространены кокосовые пальмы. Морская жизнь в прибрежных водах довольно разнообразна и представлена многими видами морской фауны.

## Климат
Климат муссонный, с резким преобладанием осадков летом и практически полным их отсутствием зимой.
Средняя температура +24°С. Самый жаркий месяц — январь: +25 °C, самый холодный месяц — сентябрь: +24°С.
Количество осадков в среднем 1557 мм в год. Дождливый месяц — февраль: 250 мм осадков, самый сухой месяц — октябрь: ~23 мм осадков.

## История
Назван в честь шотландского гидрографа Джеймса Хорсборо из Британской Ост-Индской компании. Он был автором сборника карт, в котором впервые, довольно подробно был описан и один из необитаемых островов архипелага.
Книга Хорсборо была опубликована в 1809—1811 годах и широко использовалась путешественниками и судоводителями до середины XIX века.
В 1941 году, во время Второй мировой войны, в южной точке острова была размещена артиллерийская батарея британских 6-дюймовых корабельных орудий — BL 6 inch guns Mk II–VI.
Большая часть гарнизона состояла из военнослужащих, призванных с территорий Британского Цейлона (англ. Ceylon Garrison Artillery).
В ночь на 9 мая 1942 года, недовольные жёсткой дисциплиной, цейлонские артиллеристы подняли мятеж. Они попытались арестовать своих командиров, британских офицеров Джорджа Гардинера (англ. George Gardiner) и Генри Стивенса (англ. Henry Stephens), а остров передать Японии под лозунгом «Азия для азиатов!» При этом сами японцы не имели ни малейшего представления о восстании.
Мятеж был вскоре подавлен, а его организатор бомбардир Фернэндо, Гратьен и двое его сподвижников из солдат казнены в августе 1942 года. Остальные восемь активных участников были также осуждены военно-полевым судом, получив различные сроки заключения и каторги. Некоторым из них, смертный приговор был заменён на каторжные работы.
Это событие вошло в историю как Мятеж Кокосовых островов . В настоящее время на острове сохранились две 6-дюймовые казённые пушки, оставшиеся от той батареи.

## Статьи и публикации
- Peter Stanley. The Cocos Islands mutiny (reviewed) (англ.) // Journal of the Australian War Memorial. — 2001. — June (no. 34). — ISSN 1327-0141.
- Alfred C. Haddon: Reports of the Cambridge Anthropological Expedition to Torres Straits-Vol 1, General Ethnography